# Кистер, Игорь Оттович
И́горь Оттович Кистер (род. 10 июня 1965, Актюбинск) — советский и казахстанский футболист, защитник; футбольный судья, тренер и функционер.

## Карьера
В 1983 году начал взрослую карьеру в клубе «Актюбинец» во второй лиге СССР. Первую игру сыграл 10 августа 1983 года против «Трактора» (0:1).
В ходе сезона 1988 года перешел в «Кайрат». Дебютировал в высшей лиге СССР 9 августа 1988 года в матче против «Зенита» (1:1), отыграв все 90 минут. Всего в высшей лиге провёл 7 матчей. По итогам сезона «Кайрат» вылетел в первую лигу, но выиграл Кубок Федерации футбола СССР. На этом турнире Кистер сыграл в четырех матчах, включая финал, и забил единственный гол, решивший судьбу полуфинальной игры с московским «Динамо». В 1989 году сыграл всего в трёх матчах первой лиги за «Кайрат». Также за время пребывания в «Кайрате» принял участие в трёх играх Кубка СССР.
В середине сезона 1989 года вернулся в «Актюбинец». Победитель зонального турнира второй низшей лиги СССР 1991 года. В 1991—1992 годах был капитаном команды, в последующих сезонах также иногда выходил на поле с капитанской повязкой. С 1992 года со своим клубом играл в высшей лиге Казахстана. Финалист Кубка Казахстана 1994 года.
В июле 1997 года перешёл на правах аренды[уточнить] из терпящего бедствие «Актобе» в «Кайсар». В 1998 году после девятилетнего перерыва вернулся в «Кайрат», который из-за конфликта учредителей выступал в том сезоне в первой лиге. В 2000 году играл в первой лиге за восстановленный после двухлетнего перерыва «Актобе», по окончании сезона завершил карьеру.
Всего в высшей лиге Казахстана сыграл 160 матчей и забил 9 голов. За актюбинский клуб во всех лигах СССР и Казахстана сыграл 342 матча и забил 18 голов.
В 1999 году судил матчи первой лиги Казахстана. В июле 2002 года впервые был главным судьёй на матче высшей лиги, а всего в 2002—2010 годах отсудил 100 матчей высшей лиги. В 2006—2008 годах работал на играх еврокубков, а в 2007 году был главным арбитром матча между сборными Киргизии и Узбекистана на международном турнире «Кубок Алма-ТВ» в Шымкенте.
После окончания судейской карьеры работал на тренерских и административных должностях в «Актобе». С 2023 года — детский тренер в местной ОСДЮСШОР. Также в 2020-е годы работает инспектором на матчах высшей лиги.

## Достижения
- Победитель Кубка Федерации футбола СССР: 1988
- Финалист Кубка Казахстана: 1994